# 미나미이리소 차량기지
미나미이리소 차량기지(일본어: 南入曽車両基地, みなみいりそしゃりょうきち)는 일본 사이타마현 사야마시에 위치한 세이부 철도 소속의 전동차 차량기지로, 신토코로자와 역과 이리소 역 사이에 위치한다. 신주쿠 선에 운행하는 열차 중 10000계, 20000계, 2000계 (8량 편성만 해당) 전동차가 이 곳에 소속되어 있으며, 원활한 입출고를 위해 미나미이리소 신호장이 근처에 있다.

## 같이 보기
- 세이부 철도 신주쿠 선